# 국도 제16호선
국도 제16호선 (군위~청송선, 國道第十六號 軍威靑松線)은 대구광역시 군위군 소보면 대구경북신공항 예정지와 경상북도 청송군 현동면 도평리를 잇는 대한민국의 일반 국도이다. 기존의 국가지원지방도 제68호선과 지방도 제927호선 일부 등의 구간을 일반 국도로 승격하여 만든 노선이다.

## 연혁
- 2025년 7월 11일: '군위~청송선'으로 국도 제16호선을 새로 신설함.[2]

## 주요 경유지
대구광역시
- 군위군 (소보면 - 군위읍)

경상북도
- 의성군 (금성면 - 가음면 - 춘산면) - 청송군 (현서면 - 안덕면 - 현동면)

## 노선
- ■ 미색으로 표시한 부분은 국가지원지방도 제68호선과 중복되는 구간이다.

| 지점                                              | 접속 노선                                                | 소재지                              | 소재지                                  | 비고                                              |
| ------------------------------------------------- | -------------------------------------------------------- | ----------------------------------- | --------------------------------------- | ------------------------------------------------- |
| 봉황2리(범바위)                                   | 국도 제85호선 국가지원지방도 제68호선 (도군로)           | 군위군                              | 소보면                                  |                                                   |
| 봉황교                                            |                                                          | 군위군                              | 소보면                                  |                                                   |
| 대흥리 외량리 구니CC 대북교                       |                                                          | 군위군                              | 군위읍                                  |                                                   |
| (내량교 동단)                                     | 내량길                                                   | 군위군                              | 군위읍                                  |                                                   |
| 군위교                                            | 국도 제5호선 (경북대로) 도군로                           | 군위군                              | 군위읍                                  |                                                   |
| (회전교차로)                                      | 도군로 중앙길                                            | 군위군                              | 군위읍                                  |                                                   |
| 군위읍행정복지센터                                |                                                          | 군위군                              | 군위읍                                  |                                                   |
| (무명 교차로)                                     | 중앙길 중앙5길                                           | 군위군                              | 군위읍                                  |                                                   |
| 대구군위초등학교                                  |                                                          | 군위군                              | 군위읍                                  |                                                   |
| (무명 교차로)                                     | 동서길                                                   | 군위군                              | 군위읍                                  |                                                   |
| 동부사거리                                        | 군청로                                                   | 군위군                              | 군위읍                                  |                                                   |
| 하곡리 용대리 광현리                              |                                                          | 군위군                              | 군위읍                                  |                                                   |
| 도경리                                            |                                                          | 의성군                              | 금성면                                  | 지방도 제927, 930호선과 중복                      |
| 청로교사거리                                      | 국도 제28호선 (동부로)                                   | 의성군                              | 금성면                                  | 국도 제28호선과 중복 지방도 제927, 930호선과 중복 |
| 대리리 (회전교차로)                               | 국도 제28호선 지방도 제927호선 지방도 제930호선 (동부로) | 의성군                              | 금성면                                  | 국도 제28호선과 중복 지방도 제927, 930호선과 중복 |
| 산운교                                            |                                                          | 의성군                              | 금성면                                  |                                                   |
| 가음면사무소                                      |                                                          | 의성군                              | 가음면                                  |                                                   |
| 가산리                                            | 국가지원지방도 제79호선 (산성가음로)                     | 의성군                              | 가음면                                  | 국가지원지방도 제79호선과 중복                    |
| 양지리                                            | 현리낙천길                                               | 의성군                              | 가음면                                  | 국가지원지방도 제79호선과 중복                    |
| 사미삼거리                                        | 국가지원지방도 제79호선 (사미신감로)                     | 의성군                              | 가음면                                  | 국가지원지방도 제79호선과 중복                    |
| 사미교                                            |                                                          | 의성군                              | 춘산면                                  |                                                   |
| 춘산면사무소 춘산초등학교 춘산중학교(폐교) 옥정교 |                                                          | 의성군                              | 춘산면                                  |                                                   |
| (언지교 북단)                                     | 금오길                                                   | 의성군                              | 춘산면                                  |                                                   |
| 화목재                                            |                                                          | 의성군                              | 춘산면                                  |                                                   |
|                                                   | 청송군                                                   | 현서면                              |                                         |                                                   |
| 화목리                                            | 청송군                                                   | 현서면                              | 지방도 제912호선 (의성사곡로)           |                                                   |
| 구산사거리                                        | 청송군                                                   | 현서면                              | 국도 제35호선 (청송로) 구산동로         | 국도 제35호선과 중복                              |
| (현서보건지소입구)                                | 청송군                                                   | 현서면                              | 구산북로                                | 국도 제35호선과 중복                              |
| 구산교                                            | 청송군                                                   | 현서면                              |                                         | 국도 제35호선과 중복                              |
| 덕계리                                            | 청송군                                                   | 현서면                              | 지방도 제930호선                        | 국도 제35호선과 중복 지방도 제930호선과 중복      |
| 덕계삼거리                                        | 청송군                                                   | 현서면                              | 국도 제35호선 지방도 제930호선 (충효로) | 국도 제35호선과 중복 지방도 제930호선과 중복      |
| 감은리                                            | 청송군                                                   | 지방도 제908호선 (안현로)           | 안덕면                                  | 지방도 제908호선과 중복                           |
| 감은교                                            | 청송군                                                   |                                     | 안덕면                                  | 지방도 제908호선과 중복                           |
| 명당리                                            | 청송군                                                   | 지방도 제908호선 (성덕댐로) 명당1길 | 안덕면                                  | 지방도 제908호선과 중복                           |
| 안덕교 듬티고개                                   | 청송군                                                   |                                     | 안덕면                                  |                                                   |
| 무거고개                                          | 청송군                                                   |                                     | 안덕면                                  |                                                   |
|                                                   | 청송군                                                   | 현동면                              |                                         |                                                   |
| 창양교                                            | 청송군                                                   |                                     |                                         |                                                   |
| 현동면사무소                                      | 청송군                                                   | 도평관길                            |                                         |                                                   |
| 도평삼거리                                        | 청송군                                                   | 국도 제31호선 (새마을로)            |                                         |                                                   |